# Daniel Syrkin
Pour les articles homonymes, voir Syrkin.
 (février 2022).
La mise en forme du texte ne suit pas les recommandations de Wikipédia : il faut le « wikifier ».
Les points d'amélioration suivants sont les cas les plus fréquents. Le détail des points à revoir est peut-être précisé sur la page de discussion.
- Les titres sont pré-formatés par le logiciel. Ils ne sont ni en capitales, ni en gras.
- Le texte ne doit pas être écrit en capitales (les noms de famille non plus), ni en gras, ni en italique, ni en « petit »…
- Le gras n'est utilisé que pour surligner le titre de l'article dans l'introduction, une seule fois.
- L'italique est rarement utilisé : mots en langue étrangère, titres d'œuvres, noms de bateaux, etc.
- Les citations ne sont pas en italique mais en corps de texte normal. Elles sont entourées par des guillemets français : « et ».
- Les listes à puces sont à éviter, des paragraphes rédigés étant largement préférés. Les tableaux sont à réserver à la présentation de données structurées (résultats, etc.).
- Les appels de note de bas de page (petits chiffres en exposant, introduits par l'outil «  Source ») sont à placer entre la fin de phrase et le point final[comme ça].
- Les liens internes (vers d'autres articles de Wikipédia) sont à choisir avec parcimonie. Créez des liens vers des articles approfondissant le sujet. Les termes génériques sans rapport avec le sujet sont à éviter, ainsi que les répétitions de liens vers un même terme.
- Les liens externes sont à placer uniquement dans une section « Liens externes », à la fin de l'article. Ces liens sont à choisir avec parcimonie suivant les règles définies. Si un lien sert de source à l'article, son insertion dans le texte est à faire par les notes de bas de page.
- La présentation des références doit suivre les conventions bibliographiques. Il est recommandé d'utiliser les modèles {{Ouvrage}}, {{Chapitre}}, {{Article}}, {{Lien web}} et/ou {{Bibliographie}}. Le mode d'édition visuel peut mettre en forme automatiquement les références.
- Insérer une infobox (cadre d'informations à droite) n'est pas obligatoire pour parachever la mise en page.

Pour une aide détaillée, merci de consulter Aide:Wikification.
Si vous pensez que ces points ont été résolus, vous pouvez retirer ce bandeau et améliorer la mise en forme d'un autre article.
Daniel Syrkin (en hébreu דניאל (דני) סירקין) est un réalisateur israélien. Il est né le 4 mars 1971 à Moscou. Après avoir étudié au département film et télévision de l'Université de Tel-Aviv entre 1994 et 1998, il travaille pour la télévision israélienne. Il sera tour à tour, journaliste, réalisateur de documentaires et de fictions, directeur de programme.
Il réalise en 2006 son premier long métrage de fiction avec lequel il obtient le prix du meilleur réalisateur aux Ophirs du cinéma.

## Biographie
Sirkin est né à Moscou, la capitale de l'Union soviétique, et quand il avait moins de deux ans, il a immigré en Union soviétique dans les années 1970 avec sa famille, qui s'est installée à Jérusalem.  Dans sa jeunesse, il a étudié à l'école René Cassin de sa ville natale, où il a également participé à la classe de théâtre "Katron".  Dans l'IDF, il a servi comme officier dans le Intelligence Corps (1990 - 1996) et a été démobilisé avec le grade de capitaine.  Après son service militaire, Sirkin a étudié le cinéma à l'École de cinéma et de télévision Steve Tisch | Département de cinéma de l'Université de Tel Aviv et a réalisé Short Film Now Rahmaninov(1998]), Qui a remporté plusieurs prix au Festival de Turin, le prestigieux festival d'Italie.
Dans les années 1998-2000 Sirkin a été reporter dans l'émission de divertissement de Guy Pines "Bonne soirée avec Guy Pines" au cours de laquelle il a interviewé des dizaines de stars d'Hollywood telles comme : Angelina Jolie , Nicolas Cage, Richard Gere et plus encore.
En 2001, il a réalisé le documentaire "The National Coach" (50 minutes) sur Channel One avec Shlomo Sharaf .
En 2002, il a réalisé la série Mokumentary " Wandering" sur Channel 2 avec Uri Gottlieb, Erez Ben Hemlock  et Assaf Harel qui a également créé la série.  "Wandering" dans le Israeli Academy of Television Award pour la meilleure série comique .  La même année, il a également réalisé le drame télévisé "Deux minutes du paradis", avec Shmuel Vilozny et Efrat Boymold , qui a remporté le premier prix au prestigieux Banff TV Festival, Canada .
En 2003, Sirkin a réalisé la comédie " Hallelujah" ".  Le film, basé sur un scénario de Oded Rosen, a été couronné comme le drame télévisé exceptionnel du Festival de Haïfa cette année-là, et a également remporté le 2004 Israeli Academy of Film and Television Award dans ce catégorie .  La même année, Riskin a réalisé la série comique "Ahad Ha'am 1" pour Channel 2, qui est rapidement devenue une série culte .
En 2005, il a réalisé le film Apparemment, avec Assi Dayan, Tali Sharon et Sandra Sadeh qui a été nommé pour 11 Ophirs Awards, mais en a finalement remporté deux - pour Réalisation et Photographie .  De plus, il a remporté le Prix du public préféré au Festival du film israélien aux États-Unis .
En 2007, il a réalisé et produit le documentaire "Dream of an Idiot" sur son père l'artiste Lev Sirkin, et les œuvres qu'il a érigées dans l'espace public en Israël (y compris Rainbow mosaic in the cloud  à Hebron Road à Jérusalem ), et avant cela en Union soviétique, tout en essayant de l'aider à réaliser son rêve de construire une immense mosaïque de Yonat Shalom au cœur de Jérusalem, et de documenter le expérience .  Le film a remporté une mention élogieuse au Jerusalem Film Festival 
Il a également réalisé des épisodes et des programmes pour diverses chaînes israéliennes.  Le 13 juillet 2010 a remporté le Academy Award for Television pour avoir réalisé la deuxième saison de la série "All Honey" .
En janvier 2012 a été diffusée sur yes la série "Gordin's Cell" réalisée par .  La série a remporté une deuxième saison, qui a été diffusée en décembre 2014 , et a été vendu pour diffusion aux États-Unis .
En juin 2015 a été diffusée dans le cadre de Rainbow Broadcasts sur Channel 2 la série " Foreign Actor" réalisée par lui, qui traite de l'histoire d'un joueur de football, un Israélien qui déménage avec sa famille à Londres .  Le 8 septembre, le film documentaire "Sabana" a été réalisé pour la première fois, réalisé par Rani Saar, qui raconte l'histoire du le détournement d'un avion Sabana il y a 43 ans.
En octobre, 2015 a été diffusée sur  Network, Channel 2, la série à suspense " The College" réalisée par lui, qui traite de un cours secret pour les agents de formation  Institution .  En novembre 2016, Netflix a acquis la "Midrasha" .
En juillet 2018 a été diffusée sur la chaîne ici 11 la série " Stockholm" réalisée par .
En 2020, il a réalisé une autre série d'espionnage, Téhéran qui est récompensée en 2021 de l’International Emmy Award de la meilleure série télévisée dramatique et il a également réalisé le docu-drame "Agent in the Heart of Beirut" .

## Filmographie

### Réalisateur
- 2006 : Lemarit Ain avec Tali Sharon

- 2020 - : Téhéran (série télévisée)

## Distinctions

### Récompenses
- Ophirs du cinéma 2006 : Ophir du meilleur réalisateur pour Lemarit Ain
- International Emmy Awards 2021 : Meilleure série dramatique pour Téhéran